# Leandro Brey
Leandro Leonel Brey (* 21. September 2002 in Lomas de Zamora) ist ein argentinischer Fußballtorhüter.

## Karriere

### Verein
Von der U19 des CA Los Andes wechselte er Anfang 2021 in den Kader von deren ersten Mannschaft. Für eine Ablöse von 394.000 € wechselte er im Februar 2022 anschließend zu Boca Juniors. Sein erster Pflichtspieleinsatz für diese war dann am 13. April 2022 eine Halbzeit in einem Gruppenspiel in der Copa Libertadores gegen Always Ready.

### Nationalmannschaft
Im Oktober 2023 wurde er erstmals für die argentinische U23 für die Vorbereitung vor dem Qualifikationsturnier für Olympia nominiert. Dort kam er auch in vier Partien zum Einsatz. Bei dem Turnier selbst stand er als Stammtorhüter in allen Partien im Tor. Am Ende landete er mit seinem Team hier auf dem zweiten Platz der Endgruppe und qualifizierte sich so für die Spiele in Paris.